# فرنسيس هيوز
فرنسيس هيوز (بالإنجليزية: Francis Hughes)‏ هو سياسي بريطاني، ولد في 28 فبراير 1956 في المملكة المتحدة، وتوفي في 12 مايو 1981 في نفس البلد.